# اللقيط مايك
اللقيط ميك (بالفرنسية: P'tit-Bonhomme)‏، (بالإنجليزية: Foundling Mick)‏ هي رواية من تأليف الروائي جول فيرن صدرت عام 1893.